# شهرستان هیانگ
شهرستان هیانگ (به لاتین: Heyang County) یک منطقهٔ مسکونی در چین است که در واینان واقع شده‌است. شهرستان هیانگ ۱٬۲۲۷ کیلومتر مربع مساحت و ۴۳۶٬۴۴۱ نفر جمعیت دارد.